# Tuia (regina)
Tuia (... – Tebe, ca. 1257 a.C.) è stata una regina egizia della XIX dinastia, Grande Sposa Reale di Seti I.
|                   |     |     |    |    |
| \| \| \| \| \| \| |     |     |    |    |
|                   |     |     |    |    |
| X1                | G43 | M17 | G1 | B7 |

| X1 | G43 | M17 | G1 | B7 |

|                   |     |     |    |    |
| \| \| \| \| \| \| |     |     |    |    |
|                   |     |     |    |    |
| X1                | G43 | M17 | G1 | B7 |

| X1 | G43 | M17 | G1 | B7 |

Tuia

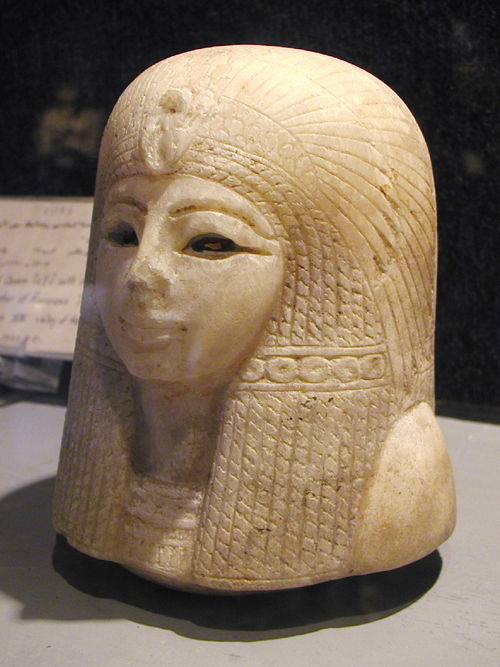
Coperchio di un canopo di Tuia. Museo di Luxor.

Tuia era figlia del luogotenente della guardia, Raia, figlio a sua volta di un altro importante comandante, Pai, e di sua moglie Uia. Sposò Seti I quando il padre di questi, Ramses I, non era ancora salito al trono, e ricopriva la carica di visir al servizio di Horemheb. Quando questi morì, il potere passò al suocero di Tuia che nominò Seti principe ereditario.
Generò Ramses II, futuro sovrano, Tia, Nebchasetnebet e probabilmente anche Henutmira.
Secondo alcuni studiosi il titolo di "Grande sposa reale" non le venne attribuito quando era ancora in vita ma solo durante il regno di Ramses II.
Le notizie biografiche su Tuia sono molto scarse, sappiamo solo che sopravvisse al marito e sostenne il figlio Ramses II durante i primi anni di regno. Morì intorno 1258 a.C. e venne sepolta nella tomba QV80 nella Valle delle Regine.